# Villa Kistner
Die Villa Kistner in Bremerhaven-Lehe, Ortsteil Klushof, Hafenstraße 50, stammt von 1897.
Das Gebäude steht seit 1984 unter Bremischen Denkmalschutz.

## Geschichte
Das viergeschossige verputzte historisierende Gebäude mit einem halbrunden zweigeschossigen Erker und einer reich verzierten Fassade wurde 1897 nach Plänen des Bauunternehmers H.F. Kistner für sich gebaut. Über dem Mezzaningeschoss befindet sich ein Kraggesims und eine hohe schlichte Attika.
Das Baugeschäft H.F. Kistner war Ende des 19. Jahrhunderts ein aufstrebendes Unternehmen, das größte in Lehe. Die benachbarte denkmalgeschützte Kalksandsteinfabrik H.F. Kistner von 1904 lag an der Geeste. 1905/06 entstanden benachbart an der Hafenstraße 44 bis 48 durch Kistner die heute denkmalgeschützten Wohngebäude; weitere folgten wie u. a. an der Friedrich-Ebert-Straße, der Hinrich-Schmalfeld-Straße (1905). Sein Bruder Heinrich Kistner (1863–1937) und dessen Sohn Heinrich Kistner (1919–1990) prägten 150 Jahre lang im Mietshausbau und als Großunternehmen im Hoch- und Tiefbau das Bauen in Lehe, Bremerhaven, Geestemünde sowie in Bremen. Das Unternehmen musste 2005 Konkurs anmelden.